# Ann-Mari Larsén
Ann-Mari Larsén, född 3 juli 1920 i Kalmar, död 11 mars 2015 i Vickleby, Öland, var en svensk landskapsmålare och tecknare bosatt och verksam på Öland.
Hon var dotter till avdelningschefen och disponenten Wilhelm Larsén (1887–1971) och Anna Lindqvist. Larsén studerade vid Tekniska skolan i Stockholm 1939–1942 och vid Otte Skölds målarskola samt under studieresor till Frankrike och Korsika. Separat ställde hon ut i Kalmar och i Borgholm. Hennes konst består av stilleben och landskapsmålningar och hon har särskilt ägnat sig åt att tolka den öländska naturen och Alvaret. Återkommande men ständigt varierade motiv är tranor i flykt och betande får – båda karaktärsdjur i hennes hemlandskap. Hon har också utfört marinmålningar. Vid sidan av sitt eget skapande var hon verksam som lärare vid Capellagården på Öland. Larsén är representerad vid Kalmar konstmuseum. 
Hennes far var systerson till operasångerskan Nanny Larsén-Todsen och hovkapellisten Frans Larsén och hennes farfar hade invandrat från Danmark med namnet Larsen.
En gata i Mörbylånga kommun är uppkallad efter henne.

### Fotnoter
1. ↑  Ann-Mari Larsén på Familjesidan.se
2. ↑  Kalmar konstmuseum